# Ipnoide
Ipnoide, stato di coscienza assai simile alla condizione che l'ipnosi realizza nell'ipnotizzato.
Lo stato di ipnosi è caratterizzato da una serie di modificazioni di ordine viscerale, morale, somatico e psichico. Praticamente ogni aspetto della vita psichica può risultare modificato dalla situazione di ipnosi.
Generalmente sono soprattutto coinvolte la memoria (amnesia, ipermnesia, regressione di età), la percezione (iperestesia, allucinazione); processi intellettivi (blocco delle capacità critiche, modificazioni dell'ideazione, comportamento compulsivo postipnotico).
Per quanto il carattere automatico delle risposte ipnotiche possa alle prime far pensare ad un annullamento totale della volitività dell'ipnotizzando, più profondi studi sull'argomento indirizzano ad una visione dell'ipnosi come relazione tra due soggetti (ipnotista-ipnotizzando) delicata e ricca di fattori psichici implicati, piuttosto che come univoca manipolazione della personalità dell'ipnotizzato.
Si rileva infatti che non è possibile indurre il soggetto a compiere atti criminali o comunque profondamente contrari alla personalità di base del soggetto.
Molte delle modificazioni psichiche riferite nell'ipnosi si ritrovano nello stato cosiddetto ipnoide in particolare il comportamento automatico e le alterazioni della memoria (soprattutto ipermnesia).
È noto che Joseph Breuer sfruttava lo stato ipnoide per impostare le prime rudimentali procedure psicoterapeutiche e che da esse Sigmund Freud prese lo spunto per l'elaborazione del complesso sistema psicoanalitico.